# Hanzei
Cesarz Hanzei (jap. 反正天皇 Hanzei tennō) – 18. cesarz Japonii według tradycyjnego porządku dziedziczenia.
Hanzei panował w latach 406-410.
Mauzoleum cesarza Hanzei znajduje się w Sakai, w prefekturze Osaka. Nazywa się ono Mozu no mimihara no kita no misasagi.